# Elektorski kolegij (SAD)
Elektorski kolegij ili izborni kolegij sastoji se od elektora (izbornika) koje imenuje svaka savezna država za službeni izbor predsjednika i potpredsjednika Sjedinjenih Država. 
Od 1964. bilo je 538 izbornika na svim predsjedničkim izborima. Članak 2. Ustava SAD-a definira koliko elektora može imati svaka savezna država i daje pravo zakonodavnoj vlasti saveznih država odrediti način njihova izbora. Američka vanjska područja nisu zastupljena u Kolegiju, koji je primjer neizravnih izbora, za razliku od izravnih izbora kojima se biraju članovi američkog Kongresa. Birači u svakoj državi i okrugu Columbia glasuju za birače koje će ovlastiti za sudjelovanje na predsjedničkim izborima. Tijekom rane povijesti Sjedinjenih Država, u nekim je državama zakon dopuštao zakonodavnom tijelu imenovanje elektora. Elektori mogu slobodno glasovati za bilo kojeg kandidata za predsjednika i potpredsjednika, ali u praksi glasuju za kandidata kojeg izaberu njihovi birači. Samo u nekoliko saveznih država imena elektora nalaze se na glasačkom listiću.
Dvanaesti amandman Ustava SAD-a kaže da svaki elektor daje jedan glas za predsjednika i jedan glas za potpredsjednika. Također se navodi kako se biraju predsjednik i potpredsjednik. Dvadeset treći amandman Ustava SAD-a određuje koliko izbornika ima okrugu Columbia.
Postojanje Kolegija izaziva kontroverzije. Prema anketi Gallupa iz 2001., primijećeno je da „većina Amerikanaca podupire razmatranje amandmana na Ustav SAD-a koji bi omogućio izravan izbor predsjednika”. Prvo istraživanje na ovu temu proveo je Gallup 1944. godine, a 2004. godine otprilike isti postotak ljudi podržao je ovaj prijedlog. Kritičari tvrde da je Kolegij zastario, nedemokratski te da nekim saveznim državama, u kojima niti jedan kandidat nema jasnu prednost, daje nerazmjeran utjecaj na izbor predsjednika i potpredsjednika. Zagovornici ove vrste izbora smatraju da je postojanje Kolegija važno obilježje federalizma u SAD-u i da štiti prava malih saveznih država. U Kongresu su predloženi brojni prijedlozi za izmjene i dopune Ustava SAD-a s ciljem reforme Kolegija ili njegove zamjene izravnim izborima; međutim, niti jedan prijedlog nikada nije prošao Kongres.